# Gare de Château-Gaillard
Gare de Château-Gaillard – przystanek kolejowy w Santilly, w departamencie Eure-et-Loir, w Regionie Centralnym-Dolinie Loary, we Francji.
Jest przystankiem Société nationale des chemins de fer français (SNCF), obsługiwanym przez pociągi TER Centre.

## Położenie
Znajduje się na km 94,447 linii Paryż – Bordeaux, pomiędzy stacjami Toury i Artenay, na wysokości 123 m n.p.m.

## Linie kolejowe
- Paryż – Bordeaux